# Саранга
Саранга — река в России, протекает по Белорецкому району Башкортостана. Устье реки находится в 18 км по правому берегу реки Узян. Длина реки составляет 10 км. Образуется слиянием Правой и Левой Саранг.

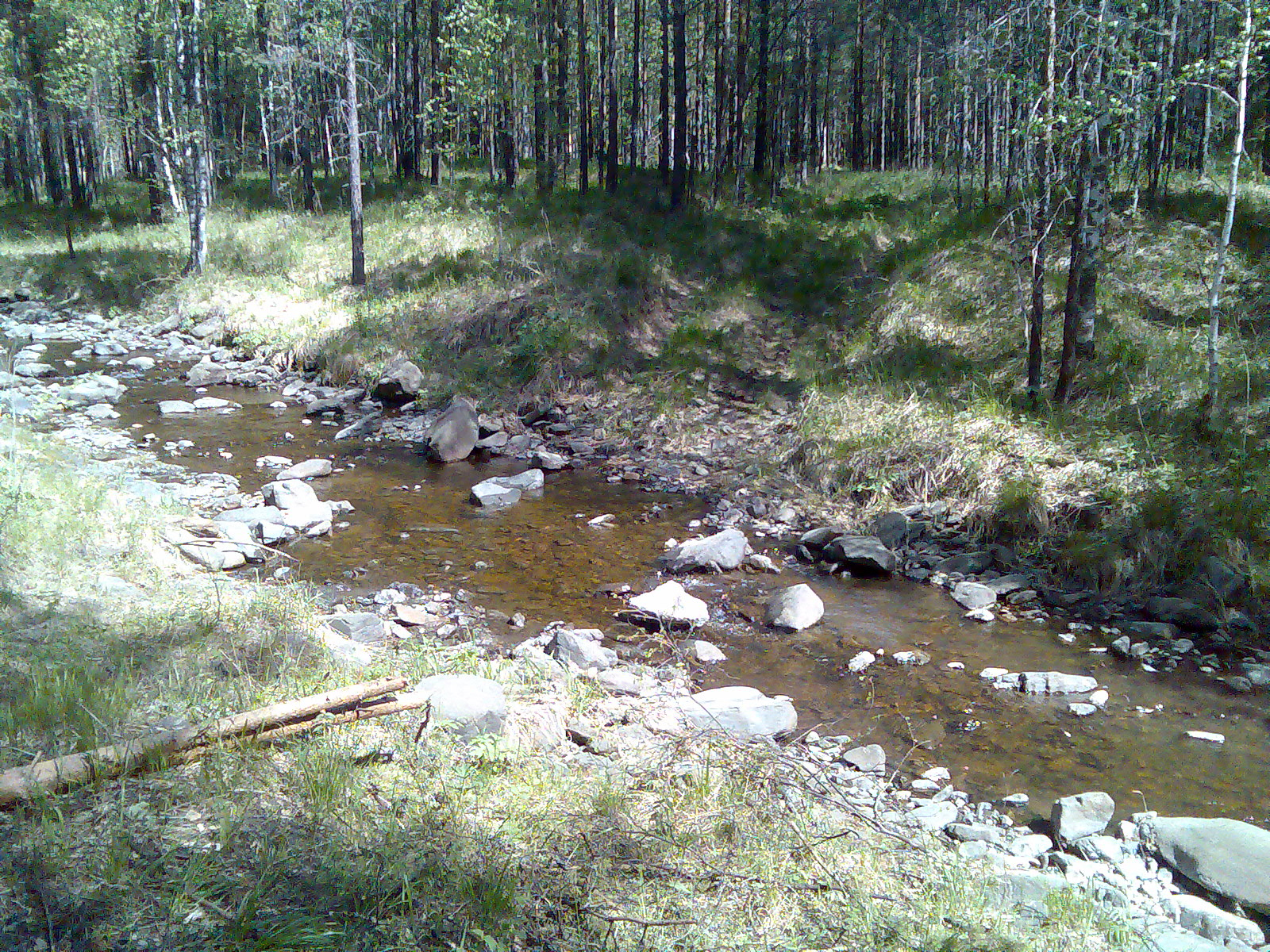
Брод через Сарангу

## Данные водного реестра
По данным государственного водного реестра России относится к Камскому бассейновому округу, водохозяйственный участок реки — Белая от водомерного поста Арский Камень до Юмагузинского гидроузла, речной подбассейн реки — Белая. Речной бассейн реки — Кама.
Код объекта в государственном водном реестре — 10010200212111100017065.

## Притоки

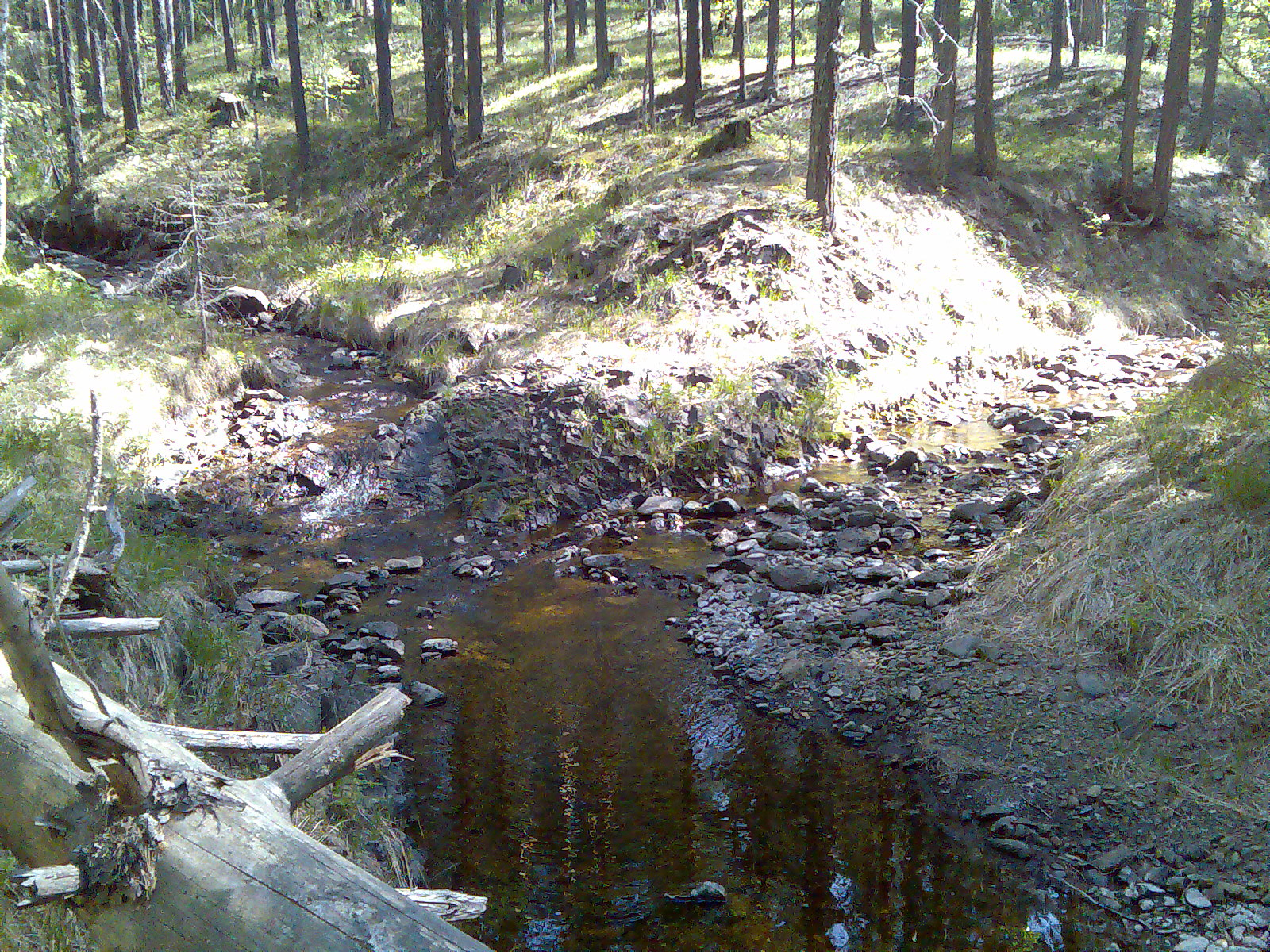
Впадение безымянного ручья в Правую Сарангу
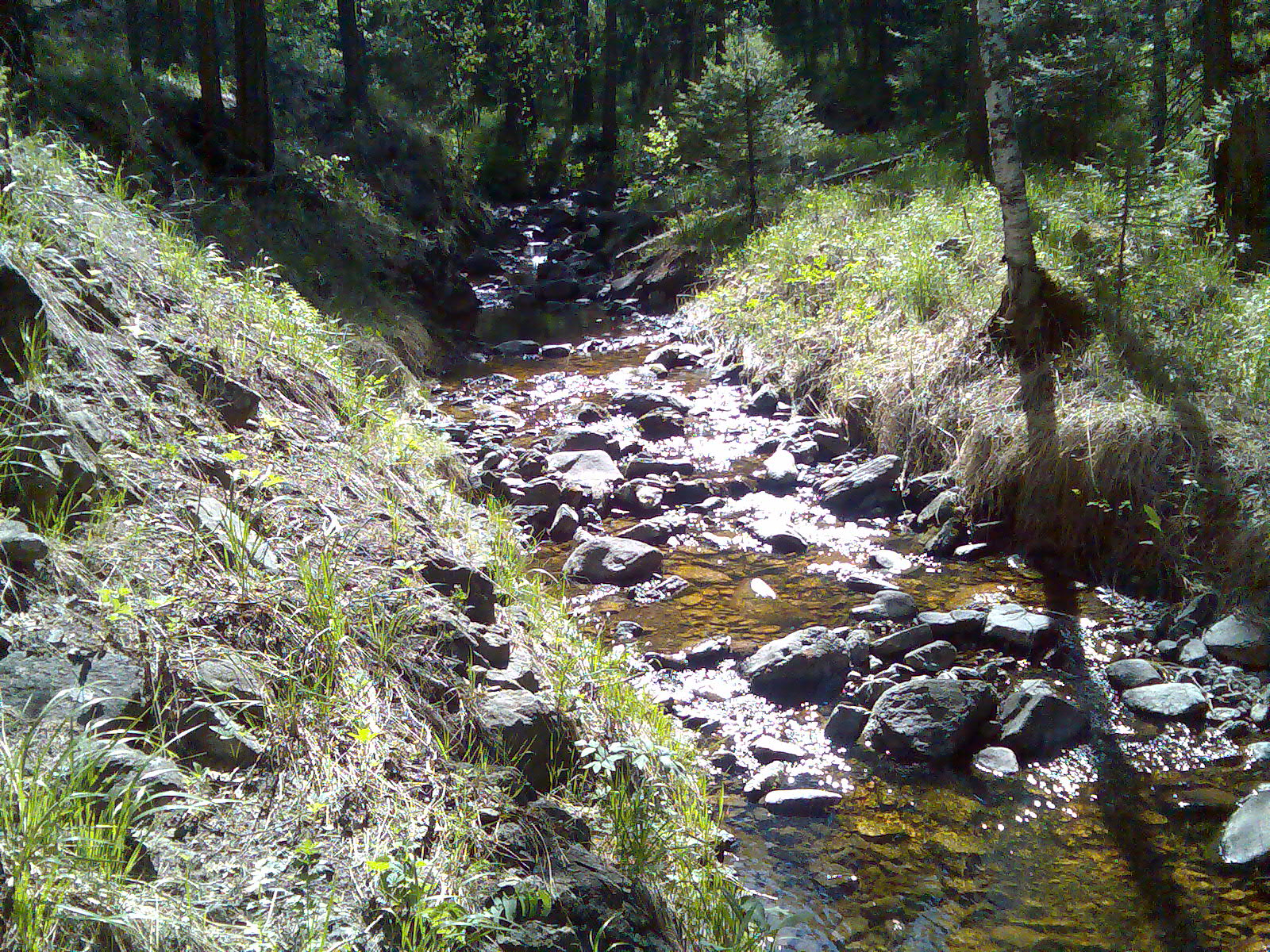
Левый приток Правой Саранги
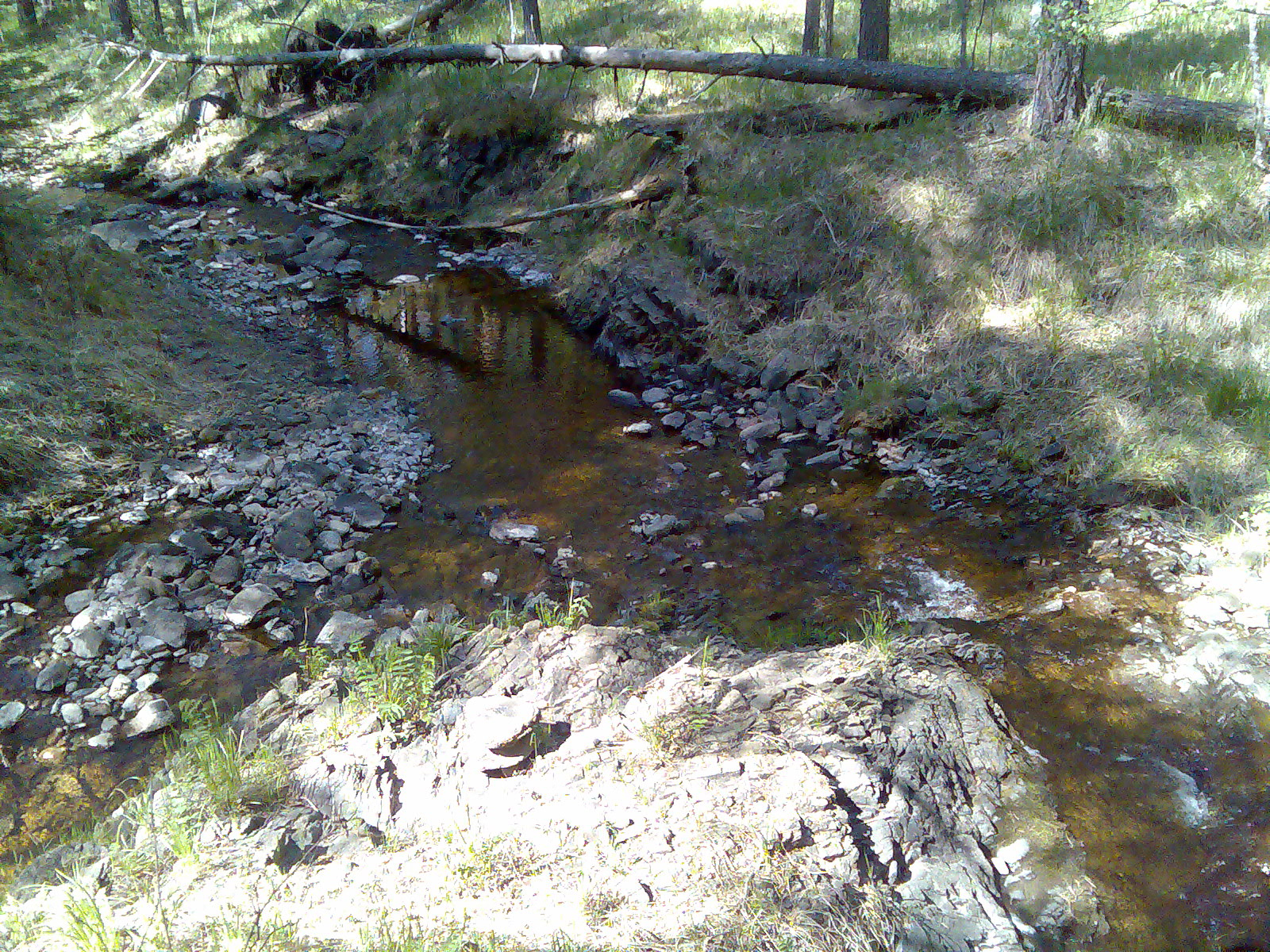
Впадение безымянного ручья в Правую Сарангу

## Топографическая карта
- Лист карты N-40-81 Белорецк. Масштаб: 1 : 100 000. Издание 1961 г.